# Фридрихсгамское сражение
Фридрихсгамское сражение (швед. Slaget vid Fredrikshamn) — морское сражение между русской и шведской галерными эскадрами в ходе русско-шведской войны 1788—1790 годов, произошедшее 4 (15) мая 1790 года в Финском заливе Балтийского моря, недалеко от крепости Фридрихсга́м Выборгского наместничества Российской империи. После четырёхчасового боя русская эскадра, израсходовав все снаряды, была вынуждена отойти, понеся большие потери.

## Предыстория
Зимой 1789/1790 г. Швеция, получившая финансовую поддержку от Англии и Пруссии, энергично готовилась к грядущей кампании, довела свою сухопутную армию до 70 тысяч человек, а гребной флот — до 350 судов. С этими силами и корабельным флотом (до 40 линейных судов) шведский король намеревался, во-первых, уничтожить зимовавшую в Ревеле эскадру Чичагова и разбросанные по разным портам отряды русского гребного флота, а потом блокировать Кронштадт и, свезя десант на ораниенбаумский берег, ударить на Петербург.
Россия планировала действовать в основном сухопутной армией, поддержанной гребным флотом, в Финляндии. А корабельные эскадры, Ревельская и Кронштадтская, заняв отрядами шхерные посты у Гангута и Паркалауда, должны были держаться в Финском или Ботническом заливах и обеспечивать тем самым действия сухопутных сил и гребного флота.
Всего через два дня после победы русской корабельной эскадры под Ревелем шведский шхерный флот под командованием Густава III неожиданно для русских приблизился к Фридрихсгаму. Состав шведского флота: 1 турума, 1 пояма, 2 удемы, 1 шебека, 18 галер, 40 канонерских лодок, 30 пушечных йолов, 9 пушечных и 4 мортирных баркаса (всего около 1600 орудий). Русский отряд гребной флотилии под начальством капитана 1-го ранга П. Б. Слизова провёл зимовку на передовом шхерном посту в Фридрихсгамской бухте и, хотя начиналась летняя кампания, имел половинное число личного состава на своих кораблях. Крупным упущением был дефицит боеприпасов и недостаточное усиление береговых батарей. Слизов мог выставить для боя 63 корабля, имевших всего 408 орудий. По другим данным у Слизова имелось 3 крупных судна и 46 полугалер, канонерских лодок и каиков (галерные вспомогательные суда в 24 фута длины и 2,5 фута осадки), то есть 49 единиц.

## Сражение

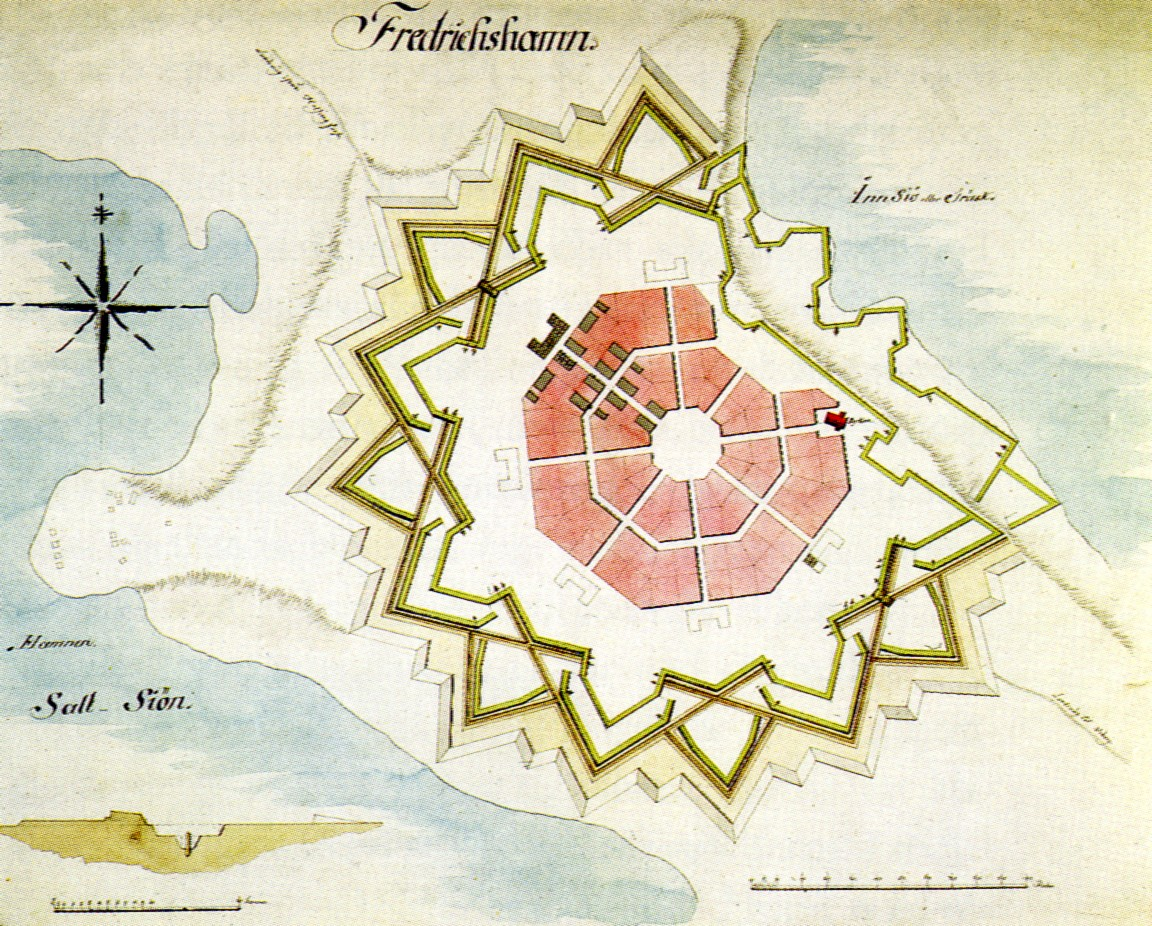
Фридрихсгам и его укрепления, 1720 год

По одним данным сражение началось около 2 часов утра, по другим — в 4 часа утра (в это время года на Балтике начинаются белые ночи). Первые выстрелы были произведены у входа в Фридрихсгамскую бухту. В целом огневой бой, часто на дистанции картечного выстрела, и маневры во время его длились около 7 часов. Нехватка боеприпасов у русских дала себя знать, и им пришлось отступать до самой крепости Фридрихсгам. На пути отступления некоторые русские корабли или выбросились на берег, или же были захвачены. Отчаянное положение подчиненных Слизова характеризовалось тем, что отход прикрывался пальбой холостыми выстрелами — ядра и картечь закончились. В 9 часов утра король приказал приостановить огонь, чтобы дать отдых экипажам. Одновременно коменданту крепости было предложено сдаться. Комендант просил продлить до 3 часов данный ему на размышление часовой срок, а тем временем запросил подкрепления. В 3 часа пополудни король приказал вновь начать атаку, но уже 3 часа спустя остановил бой и приказал своим кораблям отступать.

## Потери
Потери флотилии Слизова составили: 10 поврежденных кораблей, сожженных своими экипажами, 6 кораблей потоплено, 10 кораблей захвачено противником. Среди последних шведами была отбита турума Sällan Värre, которую русские взяли как трофей в Первом Роченсальмском сражении и затем включили в состав своего гребного флота. Таким образом русский гребной отряд потерял половину своих изначальных сил. Урон в людях доходил до 90 убитых и до 150 человек взятых в плен. Помимо этого противник смог разрушить все артиллерийские батареи вне крепости.
Шведы потеряли до 60 человек убитыми и ранеными, а также один пушечный йол.

## Последствия
Русский гребной отряд был прижат берегу и тем самым более не прикрывал шхерный путь на Выборг. Это было опасно для русской армии, которая теперь ежеминутно могла ожидать у себя в тылу высадки неприятельского десанта. 22 мая шведский король с гребным флотом вошел в Выборгский залив и, в ожидании приближения своего корабельного флота, расположился на якоре у Рогеля и Биорко.
Альфред Штенцель, немецкий морской офицер, военный писатель и исследователь, очень хорошо дал оценку этому сражению с точки зрения шведов: удачно проведенная операция была расстроена непониманием Густава III основ военной науки. Шанс при первом же нападении уничтожить все вражеские силы и береговые укрепления не был использован. Как и в Ревельском сражении дело остановилось на полпути: только через четыре дня была повторена атака. Тогда, после трехчасового боя, шведы, повторно атаковавшие небольшими силами, должны были отступить. Так же, как и у Ревеля, здесь было проявлено отсутствие всякой энергии и решительности. После сражения шведы шесть дней простояли без всякого дела, а затем решили наступать вместе с военным флотом на Выборг, несмотря на то, что и здесь, в Фридрихсгаме, в тылу оставалась неприятельская (то есть русская) шхерная флотилия, пускай хоть и потрепанная.